# Piotr Grzelczak
Piotr Grzelczak (Łódź, 2 marzo 1988) è un calciatore polacco, attaccante del Barycz Sułów.

## Carriera
Ha giocato nella prima divisione polacca, in quella greca ed in quella kazaka.

## Palmarès

### Club

#### Competizioni nazionali
- Birinşi Lïga: 1

Atyraý: 2020